# Porte Saint-Pierre (Reillanne)
Pour les articles homonymes, voir Porte Saint-Pierre.
La porte Saint-Pierre est une porte située à Reillanne, en France.

## Localisation
La porte est située sur la commune de Reillanne, dans le département français des Alpes-de-Haute-Provence.

## Historique
L'édifice est inscrit au titre des monuments historiques en 1984.